# 警察署長
警察署長（けいさつしょちょう）は、警察署の長である。

## 概説
日本において警察署長とは、都道府県が設置した警察署の責任者のことであり、都道府県警察本部の指揮の下、管轄内の警察事務を一義的に扱い、また署の警察職員を監督・指導する職のことである。主に警視から任命され、大規模警察署においては警視正を登用する。警察署長は署長章（旭日章を月桂樹等で囲んだ金色の円形バッジ　副署長または次長は銀色、各都道府県警察でデザインが異なる）を着用し、平時にあっては防犯や交通安全等、警察署の業務を統括し、犯罪発生時に際しては捜査本部を介して警察官を指揮する。
警察署の所在地に住民登録する（地元の住人になる）ことが義務づけられていて、署長官舎に住む。
副署長または次長は広報を担当する。

### 職権
警察署長は、警視総監、警察本部長、方面本部長又は市警察部長の指揮監督を受け、その管轄区域内における警察の事務を処理し、所属の警察職員を指揮監督する（警察法53条3項）。
消防法の規定に基づき大規模なガス、火薬または危険物の漏洩、飛散または流出等の事故が起きた場合において現場に消防吏員、消防団員が居ない時は警察署長の指揮により火災警戒区域を設定することができる。（消防法23条の2第2項）

#### 交通規制
都道府県および方面公安委員会は、次に掲げる道路標識等（警察官の現場における指示を含む）による交通の規制で期間が1ヶ月を超えないものを、警察署長に委任することができる。（道路交通法5条、同施行令第3条の2）
以下の条項は道交法のもの。
- 通行の禁止　8条1項
- 歩行者用道路、歩行者天国　9条
- 歩行者横断禁止　13条2項
- 最高速度　22条
- 横断、転回または後退の禁止　25条の2第2項
- 追越し禁止（右側はみ出し禁止ではない）　30条
- 徐行　42条
- 一時停止　43条
- 駐停車禁止　44条
- 駐車禁止　45条
- 標章自動車駐停車可　45条の2
- 停車可、駐車可　46条
- 駐停車方法　48条

#### その他
- 児童福祉法に基づく児童相談所との連携
- 風俗営業等の規制及び業務の適正化等に関する法律に基づく風俗営業に係る営業所への立入検査
- ストーカー行為等の規制等に関する法律に基づく処分、命令等
- 遺失物法に基づく遺失物の売却処分

### 警察署長表彰（警察署長賞・警察署長感謝状を含む）
警察署長表彰は都道府県警察が定める『表彰取扱規程』における所属長の表彰として規定され、犯罪の予防鎮圧または捜査、被疑者の逮捕、人命救助、水火災その他の災害または変事における警戒防護もしくは救護、交通指導取締りなどにおいて功績があった警察官や民間人を表彰し、または特に顕著な者については都道府県警察における上位の表彰に推薦する。
特に民間人の場合、表彰状ではなく感謝状が贈呈される（協力は義務ではなく、あくまでも善意によりなされるものであるため）。また、厳密には警察署長表彰と警察署長賞、警察署長感謝状は区別されるが、おおむね署長表彰は署長賞と略称・通称する場合も多い。

## 一日警察署長
警察署では芸能人やスポーツ選手などの有名人を「一日（警察）署長」として迎え、防犯や交通安全思想などの啓蒙にあたる啓発キャンペーンがある。ただし、一日署長は実際の署長の職務権限まで委任されるわけではなく、一日署長が実際の署長に代わって事件捜査の指揮を執るなどということはない。

## 諸外国の警察署長
アメリカの警察機関および警察の階級等に関してはアメリカ合衆国の警察を、その他、諸外国の警察に関しては各国の警察事情（例：フランスの警察、イギリスの警察、カナダの王立カナダ騎馬警察、イタリアの警察、ドイツの警察、インドの警察、韓国の警察、中国の中華人民共和国公安部など）の項を参照。